# John Gorton
Sir John Grey Gorton, GCMG, AC CH, (født 9. september 1911, død 19. maj 2002) var en australske politiker og den 19. premierminister i Australien. Gorton er den eneste australske senator der er blevet premierminister. Under 2. verdenskrig var han pilot i Royal Australian Air Force.